# Gebhard I. (Speyer)
Gebhard I. (* vor 846; † vor 888), auch Gebehard, war der 14. Bischof von Speyer.
846 weihte er einen Dombau zu Speyer.
Am 1. Oktober 847 und am 3. Oktober 852 nahm er an den von Hrabanus Maurus geleiteten ersten Reichssynoden des ostfränkischen Reiches in Mainz teil.
860 wirkte er am Frieden von Koblenz mit.
863 verhandelte er als Gesandter König Ludwig II. (des Deutschen) mit dessen Bruder Karl dem Kahlen.
868 nahm er an der Synode von Worms teil, die langwirkende kirchenrechtliche Beschlüsse fasste. Während der Synode bestätigte König Ludwig II. mit einer am 25. Mai 868 ausgestellten Urkunde den Tausch von Gütern in Wachenheim und Schifferstadt zwischen Bischof Gebhard und einem Grafen Christian.
877 besuchte Gebhard Rom.